# 대특명
《대특명》(Missing In Action)은 미국에서 제작된 조셉 지토 감독의 1984년 전쟁, 액션 영화이다. 척 노리스 등이 주연으로 출연하였고 요람 글로버스 등이 제작에 참여하였다. 《대특명 2》(1985년), 《대특명 3》(1988년) 등의 후속작이 있다.

## 출연

### 주연
- 척 노리스
- M. 에멧 월쉬

### 조연
- 데이빗 트레스
- 르노어 캐스도프
- 제임스 홍
- 어니 오티가

## 기타
- 협력프로듀서: 애비 클라인버거
- 협력프로듀서: 켄 멧칼프
- 미술: 라디슬라브 윌하임
- 의상: 낸시 콘